# Edoardo Pesce
Edoardo Pesce, född 12 september 1979 i Rom, Italien, är en italiensk skådespelare. År 2019 tilldelades han David di Donatello för bästa manliga biroll i filmen Dogman.

## Filmografi
- 2007: I colpevoli, regisserad av Svevo Moltrasio – kortfilm
- 2008: L'amore non esiste, regisserad av Massimiliano Camaiti – kortfilm
- 2010: 20 sigarette, regisserad av Aureliano Amadei
- 2011: AmeriQua, regisserad av Marco Bellone och Giovanni Consonni
- 2011: Alice, regisserad av Roberto De Paolis – kortfilm
- 2012: Viva l'Italia, av Massimiliano Bruno
- 2013: Ganja Fiction, regisserad av Mirko Virgili
- 2013: Il terzo tempo, regisserad av Enrico Maria Artale
- 2013: Amori elementari, regisserad av Sergio Basso
- 2015: Se Dio vuole, regisserad av Edoardo Falcone
- 2015: Il ministro, regisserad av Giorgio Amato
- 2015: Tommaso, regisserad av Kim Rossi Stuart
- 2015: Varicella, regisserad av Fulvio Risuleo – kortfilm
- 2016: Solo, regisserad av Laura Morante
- 2016: In bici senza sella, episodio Santo Graal, regisserad av Giovanni Battista Origo
- 2017: La verità, vi spiego, sull'amore, regisserad av Max Croci
- 2017: Fortunata, regisserad av Sergio Castellitto
- 2017: Cuori puri, regisserad av Roberto De Paolis
- 2018: Dogman, regisserad av Matteo Garrone
- 2018: Non sono un assassino, regisserad av Andrea Zaccariello
- 2019: Il colpo del cane, regisserad av Fulvio Risuleo
- 2019: Io sono Mia, regisserad av Riccardo Donna
- 2020: Permette? Alberto Sordi, regisserad av Luca Manfredi - film TV